# GYROAXIA
GYROAXIA（ジャイロアクシア）は、メディアミックス作品『from ARGONAVIS』から派生した日本の5人組ロックバンド。テーマカラーは■CROWN RED。略称は「ジャイロ」。ユニバーサルミュージック内のレーベル「Virgin Music」所属。公式ファンクラブは「GEAR」。

## 概要
メンバーが担当キャラクターの声優を務め、かつ同じ楽器を実際に演奏し、ライブ活動を行うメディアミックス作品『from ARGONAVIS』の活動の一環で結成されたバンド。
作中に登場する同名のバンド「GYROAXIA」の"キャラクターとして"ステージに立ち、演奏や歌唱、MCを行う（一部のライブや、アンコールパートなどではキャスト本人として歌唱やMCを行うこともある）。
本バンドへの加入をきっかけに楽器をはじめた「本業が俳優・声優」のメンバー、本作への参加をきっかけに演技を始めた「本業がミュージシャン」のメンバーなど、さまざまな出自のメンバーが集まり結成されている。アニメ収録などの演技の場では声優のメンバーが、バンド活動においてはミュージシャンのメンバーが指導し、お互いに助け合う関係性を構築している。
週1〜隔週程度の頻度でスタジオ練習を行っており、キャラクターのステージの再現にとどまらず、本人たちがバンドとして結束し、成長していくことを目指している。
楽曲は基本的に作品のストーリー、キャラクターの心情などに基づいて作られ、ASH DA HERO、山中拓也（THE ORAL CIGARETTES）、ミヤ（MUCC）など、様々な作曲家・有名アーティストから提供を受けている。
2022年2月23日、ユニバーサルミュージック内Virgin Musicよりミニアルバム「Freestyle」をリリースし、メジャーデビュー。

## メンバー
- 公式サイトの紹介順に基づく[7]。
- 誕生日、出身地、血液型はメンバー本人のもの。

| 名前                       | 担当楽器     | 担当キャラ | 色 | 誕生日   | 出身地   | 血液型 |
| -------------------------- | ------------ | ---------- | -- | -------- | -------- | ------ |
| おがさわら じん 小笠原仁   | ボーカル     | 旭那由多   | ■  | 8月16日  | 神奈川県 | O型    |
| はしもと しんいち 橋本真一 | リードギター | 里塚賢汰   | ■  | 10月9日  | 大阪府   | O型    |
| まの たくみ 真野拓実       | リズムギター | 美園礼音   | ■  | 3月9日   | 新潟県   | O型    |
| あきや ひろと 秋谷啓斗     | ベース       | 曙涼       | ■  | 10月28日 | 熊本県   | B型    |
| みやうち こうすけ 宮内告典 | ドラム       | 界川深幸   | ■  | 12月22日 | 宮崎県   | O型    |

### 小笠原仁
- ボーカル担当・旭那由多 役。
- 声優活動を主体としている。担当キャラクターとは異なりバンドや音楽活動の経験はなく、一人カラオケを趣味とし[8]、七星蓮と同じように同じ曲を歌えるようになるまで歌い続けていた[9]。プロジェクトにはオーディションにより参加[10]。
- 歌唱力が非常に高く、その評価から本作に起用された。ラップ、スクリーム、ボイスパーカッションなどを得意としており、楽曲やライブの中で披露することもある。バンド活動においては、フロントマンであると同時に、演奏を総括的に監督する役割を担っている。
- ステージ上での迫力あるパフォーマンスから「（旭那由多が）憑依している」と言われることが多いが、本人はいわゆる憑依型役者ではなく、常に「那由多だったらどうするか」を考えてパフォーマンスしている[11]。
- 2021年9月、GYROAXIAの出身地・札幌で行われたワンマンライブ「火花散ル」に合わせ、髪を役と同じ銀髪にした。以降はハイトーンの髪色でステージに立つことが多い。

### 橋本真一
- リードギター担当・里塚賢汰 役。
- プロジェクトにはオーディションにより参加[12][13]。本業は俳優であり、本作が声優デビュー作である[14]。初めてアフレコをする前に、Argonavisの森嶋からレッスンを受けた[15]。
- アコースティックギターの経験はあったが、エレキギターにはGYROAXIAへの参加をきっかけに本格的に取り組み始めた[8]。舞台の地方公演に行く際もギターを持っていき練習をしている。2021年のワンマンライブ「火花散ル」では弓を使ったボウイング奏法での演奏も披露した[16]。
- 2021年のライブ「火花散ル」では、里塚賢汰の心情を描いたソロ曲「STORM」を里塚賢汰として歌唱[17]。橋本は「ライブとは別時空における心情の吐露、いわばミュージカル的な楽曲」と解説している。2023年のツアーでは橋本真一本人としても同曲を歌った。
- 担当キャラクターである里塚賢汰をステージ上で演じる際は、トレードマークである眼鏡をかける。また、赤髪に染めたことや、スプレーで毛先を赤くしたこともある。

### 真野拓実
- リズムギター担当・美園礼音 役。
- 声優活動を主体としている。GYROAXIAへの参加をきっかけにギターを始めた。バンド参加当初は週5ペースで、空き時間すべてを使ってギターを練習していた[14]。
- 最年少メンバーかつ、物怖じしない性格から他のメンバーにかわいがられており、本人以外のメンバーのSNS上に写真が頻繁にアップされる[18]。
- オーディション時には美園礼音役の他に里塚賢汰役も受けていた[19]。

### 秋谷啓斗
- ベース担当・曙涼 役。
- 声優活動を主体としているが、元々音楽大学で作曲を学んでいた。音楽ユニットで活動していた経験もあり[20]、バンド練習の際にはコード的な観点からアドバイスをする[19]。また、プロジェクト内のボイスドラマや舞台のBGM制作[21]、カバー楽曲のアレンジ[22]を担当することもある。

- ピアノを得意としており[8]、一部の楽曲演奏・アコースティック演奏の際はシンセベースやキーボードを披露する。ベースはGYROAXIAへの参加を機に習得。
- 風神RIZING！のサポートメンバーである目黒郁也は秋谷のベース指導を担当しており、師弟の関係にある[23]。
- 担当キャラクターである曙涼をステージで演じる際は、イヤリングと金髪のエクステをつける。

### 宮内告典
- ドラム担当・界川深幸 役。
- 普段はドラマーとして活動している。バンドを技術的に支えると同時に、精神的支柱となっている[24]。一方で、本バンドにて初めてツーバスのドラムセットを演奏した[14]。また、アコースティック演奏の際にはカホンを使用することがある。
- 橋本と同じく、本作が声優デビュー作。これまでに演技経験がないため、「キャラクターが持っている美学や生き方と、自分との共通点を見つけていく」というアプローチで演技に臨んでいる[11]。初期には台本に譜面を書き込んでセリフの音とリズムを意識していた[14]。
- 最年長のメンバーで、最年少の真野とは12歳離れている。
- 担当キャラクターである界川深幸が長髪のため、GYROAXIAへの参加が決まった頃から髪を伸ばしている。

## エピソード

### 楽曲について
音楽プロデューサーはプロジェクトの統括音楽プロデューサーである北岡那之。楽曲は「王道」なArgonavisに対して、ヘビーな路線のミクスチャー・ロック。リファレンスとなったバンドにONE OK ROCK、MY FIRST STORY、coldrain、ROTTENGRAFFTY、SPYAIRが挙げられている。
最初に発表された楽曲は「MANIFESTO」だが、制作は「REVOLUTION」が最初。制作を担当したASH DA HEROが楽曲・ジャンルの方向性に大きく影響を与えた。
初期の楽曲はタイトルが「大文字・英語」で統一されている（楽曲制作者に指定を出していた）。『火花散ル』で初めて日本語が使われ、以降はとくに指定をしていないため様々な命名になっている。「曲名で時系列が分かると（ファンが盛り上がって）良い」という意図から。
楽曲制作やレコーディングには、Fantôme Irisや風神RIZING！のサポートメンバーとしてライブに出演しているYOUSAY、冬真、sato、KENZO、目黒郁也らも参加している。

### ライブについて
飛び跳ねたり手を挙げたり、という楽しみ方をする観客が比較的多く、プロデューサーの北岡は「ライブキッズ的な楽しみ方ができるバンド」と称している。
ライブでは音源とは異なるアレンジや、曲と曲のつなぎを作って全体のセットリストを構成している。メンバー自ら考案したものが採用されることも多い。橋本はとくにアレンジしたギターリフを頻繁に持ち込み、メンバー全員で練った上で最終的には小笠原（とスタッフ）が採用の可否を決める。つなぎ部分の曲のアレンジやSEはスタッフの他に宮内が作成することが多い。
セットリストはスタッフから提案する場合、メンバー自ら決める場合、両者の話し合いで決める場合とがある。近年では、北岡も「“GYROAXIAというバンドのメンバーとしての意見”が出てくるようになった」と話している。
2022年夏、初の全国ツアー「Freestyle」ファイナル公演が、2019年にGYROAXIAとして初めて出演したライブと同じTOKYO DOME CITY HALLで開催された。当時とほぼ同じ舞台セットが組まれ、当時と同じ曲（カバー曲「現状ディストラクション」と「MANIFESTO」）をアンコールパートで演奏した。
Animelo Summer Live 2021 -COLORS-では、GRANRODEOの直後の出演順で登場。その後、劇場版『流星のオブリガート』にて谷山紀章が伊龍恒河（旭那由多の父）役を担当することが発表された。翌年のAnimelo Summer Live 2022 -Sparkle-ではGRANRODEOの「慟哭ノ雨」をカバー。 いずれもアニサマのプロデューサー・齋藤光二と相談の上、旭那由多と伊龍恒河の関係性を意識して演出された。小笠原はMCにて「アニサマを作ってきた先輩方への敬意の気持ちを込めて（慟哭ノ雨を演奏する）」と語った。

### 衣装について
キャラクターを再現した衣装だけでなく、オリジナルの衣装を着用することも多い。「1stアルバム「ONE」のアーティスト写真→2ndシングルのジャケットイラスト」など、衣装が逆輸入されることもある。また、小笠原が橋本の誕生日にプライベートでプレゼントしたネックレス（らしきもの）をイラストの里塚賢汰が着用していた。

### メンバーの関係性
キャラクター、ロックバンドとしての「GYROAXIA」に対し、トークやアンコールパートで素のキャストとしての状態を「じゃいろあくしあ（ひらがなじゃいろ）」と呼ぶことがある。
キャラクターの「GYROAXIA」と異なりメンバーの仲が非常に良く、プライベートでもよく遊んでいる。「年齢もキャリアもバラバラで、持っている能力が違うからこそ、お互いを尊重し合う関係を築けている」と語っている。LINEのグループチャットは毎日稼働しているといい、小笠原のソロライブや橋本の出演舞台などをメンバー揃って観覧した旨がよく報告される。
2020年春頃の新型コロナウィルスによる自粛期間に、「しいたけ繋ぎ」と称してメンバー間でしいたけ栽培キットを送り合ったことがある。

## 使用機材

### リードギター（橋本）
- Dean Guitars USA Icon Quilt TOP (Charcoal Burst)

EMG製アクティブピックアップを搭載。

### リズムギター（真野）
- Dean Guitars USA Icon（Silver）

橋本と同じモデルだが色が異なる。Dean製パッシブピックアップを搭載。

### ベース（秋谷）
5弦ベースを使用。
- Dean Bass Edge 5Strings

ハムバッカータイプのピックアップを2つ、オンボードプリアンプを搭載。

### シンセサイザー（秋谷）
楽曲によってシンセベースを使用。
- Roland  Fantom-06

2022年以前はRoland JD-XAを使用。

### ドラム（宮内）
宮内がドラマーとして他の活動で使用する機材とは異なる。
- ドラムセット：dw Collector's Series Pure Maple（2バス、2タム、1フロアタムのセット+スネア）
- シンバル：（全てPaiste製） Signature Power Crash 18″、Reflector Heavy Full Hi-Hat 14″、Signature Full Crash 17″、2002 Splash 10″、Color Sound 900 Splash 10″、Color Sound 900 China 18″、Signature Full Ride 22″、PSTX Swiss Splash 10″、Signature Full Crash 19″、PSTX Swiss Flanger Stack14″
- スティック：LERNI H-145MS

界川深幸のシグネチャースティックとして発売したもの。発売以降、宮内もライブで使用。

## 来歴

### 2019年
- 12月5日 - 『BanG Dream! Argonavis 2nd LIVE「VOICE -星空の下の約束-」』にサプライズ出演。事前に発表されていた小笠原仁に加え、橋本真一、真野拓実、秋谷啓斗、宮内告典の参加が発表された。カバー曲「現状ディストラクション」とオリジナル曲「MANIFESTO」を披露。

### 2020年
- 1月15日 - ARGONAVIS 3rd CD「VOICE/MANIFESTO」が発売。Argonavisとの両A面CD。
- 2月9日 - 『RAISE A SUILEN 「Craziness」』にVo.旭那由多役 小笠原仁がオープニングアクトとして出演。
- 4月28日・29日 - 舞浜アンフィシアターにて『ARGONAVIS 3rd LIVE「CROSSING」』を開催予定だったが、新型コロナウイルスの影響により延期[注 2][14][43]。
- 5月9日 - iTunes StoreにてGYROAXIA 1st Single 「SCATTER」の表題曲「SCATTER」が先行配信。
- 6月10日 - GYROAXIA 1st Single 「SCATTER」が発売。
- 8月29日 - 『Animelo Summer Live 2020 -COLORS-』に出演予定だったが、新型コロナウイルスの影響により2021年に延期となった。
- 9月12日 - オンラインライブ『GYROAXIA ONLINE LIVE -IGNITION-』を開催[44]。GYROAXIA初のワンマンライブとなった。同日にデジタルシングル「IGNITION」が配信された。
- 10月10日 - 東京ガーデンシアターにてArgonavis、Fantôme Iris、風神RIZING！、εpsilonΦとの合同ライブ『ARGONAVIS AAside ライブ・ロワイヤル・フェス2020』を開催[45]。
- 11月30日 - デジタルシングル「EGOIST」が配信開始[46]。

### 2021年
- 1月9日 - TOKYO DOME CITY HALLにて「ARGONAVIS AAside New Year Event “ナビ初め”」を開催予定だったが、新型コロナウイルスの影響によりオンライン配信に変更。
- 3月12日・13日 - パシフィコ横浜国立大ホールにてにてArgonavisとの対バンライブ「ARGONAVIS 3rd LIVE「CROSSING」振替公演」を開催。
- 3月14日 - デジタルシングル「FAR AWAY」が配信開始。
- 3月17日 - 1stアルバム「ONE」が発売。
- 5月30日 - コニファーフォレストにてArgonavisとの対バンライブ「ARGONAVIS LIVE 2021 JUNCTION A-G」を開催[47]。
- 6月24日 - 27日 - 舞台『ARGONAVIS the Live Stage』がシアター1010で開催[48]。
- 7月14日 - 2ndシングル「WITHOUT ME/BREAK IT DOWN」を発売[49]。
- 8月14日 - 有料配信「テレビ朝日 夏のデジタルチャレンジ 六本木えんにち〜夏夜語り〜」に出演。
- 8月28日 -「Animelo Summer Live 2021 -COLORS-」に出演。
- 9月26日 - Zepp Sapporoにて「GYROAXIA LIVE 2021 -火花散ル-」を開催[50]。
- 9月27日 - デジタルシングル「火花散ル」が配信開始[50]。
- 10月5日 - KT Zepp YokohamaにてArgonavis、Fantôme Iris、風神RIZING！との合同カバーライブ「ARGONAVIS LIVE 2021 COVER FESTIVAL」を開催。
- 10月15日 - 科学技術館サイエンスホールにて「ナビハロ！ -GYROAXIA Halloween Party」を開催。
- 11月19日 - ARGONAVIS シングルCD「きっと僕らは/火花散ル」を発売[51]。
- 12月10日 - ユニバーサルミュージック (Virgin Music)よりメジャーデビューが決定。

### 2022年
- 1月2日 - パシフィコ横浜国立大ホールにてArgonavis、Fantôme Iris、風神RIZING！、εpsilonΦとの合同ライブ「ARGONAVIS LIVE 2022: 1st SHOW  ARGONAVIS LIVE 2022 COVER FESTIVAL mini / 2nd SHOW from ARGONAVIS 1st LIVE -始動-」を開催。
- 2月23日 - 所属レーベル『Virgin Music』からミニアルバム「Freestyle」でメジャーデビュー[52]。
- 5月14日 - TOKYO DOME CITY HALLにて「ARGONAVIS 4th NAVIVERSARY EVENT -CHEMISTRY-」を開催。
- 8月6日 - 9月3日 - 夏のライブツアー「GYROAXIA TOUR 2022 -Freestyle-」を開催。
- 8月28日 -「Animelo Summer Live 2022 -Sparkle-」に出演。
- 10月23日 - 11月3日 -「ARGONAVIS Concept LIVE TOUR」を開催。
- 11月13日 -「ブシロード15周年記念ライブ in ベルーナドーム」に出演。

### 2023年
- 1月7日 - TOKYO DOME CITY HALLにて風神RIZING！との合同ライブ「from ARGONAVIS 2nd LIVE -Rezonance- DAY1」を開催。
- 2月18日 - 26日 - 舞台『ARGONAVIS the Live Stage2 ～目醒めの王者と恒星のプログレス～』を開催。
- 3月24日 - 劇場版アルゴナビス「AXIA」が公開。当初は2022年夏に公開予定だったが、よりストーリーを楽しめる最適な時期として2023年春に公開が延期された[53]。
- 4月29日・30日 -「アルゴナビス Acoustic Festival 2023」を開催。
- 5月27日 -「BUSHIROAD ROCK FESTIVAL 2023」に出演。
- 7月22日 - デジタルシングル「The last resort」、「MILESTONE」が配信開始。
- 8月12日 - 26日 - ライブツアー「GYROAXIA LIVE TOUR 2023 KICK-START」を開催。
- 9月8日 - LINE CUBE SHIBUYAにてArgonavisとの対バンライブ「Argonavis × GYROAXIA LIVE 2023 スタートライン × KICK-START」を開催。同日にデジタルシングル「ALL MY PARTS」が配信。
- 12月29日 - デジタルシングル「Fighting Spirit」が配信開始。新日本プロレス『ベルク Presents WRESTLE KINGDOM 18 in 東京ドーム』の大会テーマソングに起用された。

### 2024年
- 1月5日 -「from ARGONAVIS × バンドやろうぜ！ SPECIAL LIVE - CROSSOVER」を開催。
- 4月7日 - 飛行船シアターにで「アルゴナビス Acoustic Live 2024 - Spring Session -」を開催。
- 4月10日 - from ARGONAVIS ミニアルバム「キミが見たステージへ」を発売。
- 4月27日 - Zepp Shinjukuにで「GYROAXIA REVIVAL LIVE -IGNITION-」を開催。

## 作品

### シングル
|                        | 発売日                 | タイトル                 | 販売形態               | 規格品番               | 形態                   | オリコン 最高位        |
| ブシロードミュージック | ブシロードミュージック | ブシロードミュージック   | ブシロードミュージック | ブシロードミュージック | ブシロードミュージック | ブシロードミュージック |
| ---------------------- | ---------------------- | ------------------------ | ---------------------- | ---------------------- | ---------------------- | ---------------------- |
| 1st                    | 2020年6月10日          | SCATTER                  | CD+Blu-ray             | BRMM-10270             | 初回限定盤             | 11位                   |
| 1st                    | 2020年6月10日          | SCATTER                  | CD                     | BRMM-10271             | 通常盤                 | 11位                   |
| 2nd                    | 2021年7月14日          | WITHOUT ME/BREAK IT DOWN | CD+Blu-ray             | BRMM-10428             | 初回限定盤             | 9位                    |
| 2nd                    | 2021年7月14日          | WITHOUT ME/BREAK IT DOWN | CD                     | BRMM-10429             | 通常盤                 | 9位                    |

### アルバム

#### オリジナルアルバム
|                        | 発売日                 | タイトル               | 販売形態               | 規格品番               | 形態                   | オリコン 最高位        |
| ブシロードミュージック | ブシロードミュージック | ブシロードミュージック | ブシロードミュージック | ブシロードミュージック | ブシロードミュージック | ブシロードミュージック |
| ---------------------- | ---------------------- | ---------------------- | ---------------------- | ---------------------- | ---------------------- | ---------------------- |
| 1st                    | 2021年3月17日          | ONE                    | CD+Blu-ray             | BRMM-10388             | 初回限定盤             | 10位                   |
| 1st                    | 2021年3月17日          | ONE                    | CD                     | BRMM-10389             | 通常盤Type-A           | 10位                   |
| 1st                    | 2021年3月17日          | ONE                    | CD                     | BRMM-10390             | 通常盤Type-B           | 10位                   |

#### ミニアルバム
|              | 発売日        | タイトル     | 販売形態     | 規格品番     | 形態                                  | オリコン 最高位 |
| Virgin Music | Virgin Music  | Virgin Music | Virgin Music | Virgin Music | Virgin Music                          | Virgin Music    |
| ------------ | ------------- | ------------ | ------------ | ------------ | ------------------------------------- | --------------- |
| 1st          | 2022年2月23日 | Freestyle    | 7CD+Blu-ray  | D2CE-10515   | 7形態セット                           | 8位             |
| 1st          | 2022年2月23日 | Freestyle    | CD+Blu-ray   | UICN-9039    | 初回限定盤                            | 8位             |
| 1st          | 2022年2月23日 | Freestyle    | CD           | DSKU-11700   | 通常盤 オンライン個別トーク会抽選対象 | 8位             |
| 1st          | 2022年2月23日 | Freestyle    | CD           | UICN-9040    | 通常盤                                | 8位             |
| 1st          | 2022年2月23日 | Freestyle    | CD           | UICN-1104    | 通常盤 旭 那由多 ver.                 | 8位             |
| 1st          | 2022年2月23日 | Freestyle    | CD           | UICN-1105    | 通常盤 里塚賢汰 ver.                  | 8位             |
| 1st          | 2022年2月23日 | Freestyle    | CD           | UICN-1106    | 通常盤 美園礼音 ver.                  | 8位             |
| 1st          | 2022年2月23日 | Freestyle    | CD           | UICN-1107    | 通常盤 曙 涼 ver.                     | 8位             |
| 1st          | 2022年2月23日 | Freestyle    | CD           | UICN-1108    | 通常盤 界川深幸 ver.                  | 8位             |

### 配信シングル
|                        | 配信日                 | タイトル               | 備考                   |
| ブシロードミュージック | ブシロードミュージック | ブシロードミュージック | ブシロードミュージック |
| ---------------------- | ---------------------- | ---------------------- | ---------------------- |
| 1st                    | 2020年9月13日          | IGNITION               |                        |
| 2nd                    | 2020年11月30日         | EGOIST                 |                        |
| 3rd                    | 2021年3月14日          | FAR AWAY               |                        |
| -                      | 2021年9月27日          | 火花散ル               | 先行配信               |
| 4th                    | 2023年7月22日          | The last resort        |                        |
| 5th                    | 2023年7月22日          | MILESTONE              |                        |
| 6th                    | 2023年9月8日           | ALL MY PARTS           |                        |
| 7th                    | 2023年12月29日         | Fighting Spirit        |                        |
| Virgin Music           |                        |                        |                        |
| -                      | 2022年2月9日           | Freestyle              | 先行配信               |

### 映像作品
| 発売日        | タイトル                                                             | 規格        | 規格品番       |
| ------------- | -------------------------------------------------------------------- | ----------- | -------------- |
| 2021年12月8日 | 舞台「ARGONAVIS the Live Stage」                                     | 2Blu-ray+CD | BRMM-10452     |
| 2022年4月6日  | Animelo Summer Live 2021 -COLORS- 8.28                               | 2Blu-ray    | LABX-8534～5/9 |
| 2022年4月20日 | ARGONAVIS LIVE 2021 JUNCTION A-G                                     | Blu-ray+CD  | BRMM-10541     |
| 2022年4月20日 | ARGONAVIS LIVE 2021 JUNCTION A-G                                     | Blu-ray+CD  | BRMM-10542     |
| 2023年3月29日 | Animelo Summer Live 2022 -Sparkle- 8.28                              | 2Blu-ray    | SSXX-227～228  |
| 2023年6月28日 | 舞台「ARGONAVIS the Live Stage2 ～目醒めの王者と恒星のプログレス～」 | 2Blu-ray+CD | ARXA-10002     |

### 参加作品
| 発売日           | タイトル                                                             | 収録楽曲                                                                             | 参加名義                                                                                      |
| ---------------- | -------------------------------------------------------------------- | ------------------------------------------------------------------------------------ | --------------------------------------------------------------------------------------------- |
| 2020年1月15日    | Argonavis×GYROAXIA「VOICE/MANIFESTO」                                | 「MANIFESTO」 「現状ディストラクション」                                             | GYROAXIA                                                                                      |
| 2020年6月15日    | STARTING OVER feat.旭 那由多 from GYROAXIA                           | 「STARTING OVER feat.旭 那由多 from GYROAXIA」                                       | Argonavis feat. 旭 那由多 from GYROAXIA                                                       |
| 2021年2月3日     | AAside                                                               | 「AAside」                                                                           | 七星 蓮 × 旭 那由多 × FELIX × 神ノ島風太 × 宇治川紫夕                                         |
| 2021年2月3日     | AAside                                                               | 「AAside CROSSING Ver.」                                                             | Argonavis×GYROAXIA                                                                            |
| 2021年2月3日     | AAside                                                               | 「Rage on」                                                                          | GYROAXIA                                                                                      |
| 2021年11月17日   | Argonavis/GYROAXIA「きっと僕らは/火花散ル」                          | 「火花散ル」 「AMBIGUOUS」                                                           | GYROAXIA                                                                                      |
| 2021年11月17日   | ARGONAVIS Cover Collection -Marble-                                  | 「狂乱 Hey Kids!!」 「曇天」 「HOWLING」 「インフェルノ」 「Rage on」 「CORE PRIDE」 | GYROAXIA                                                                                      |
| 2022年8月2日     | BLACK&WHITE                                                          | 「BLACK&WHITE」                                                                      | Argonavis feat. 旭 那由多 from GYROAXIA                                                       |
| 2023年1月25日    | Re-raise                                                             | 「Re-raise」                                                                         | Argonavis feat. 旭 那由多 from GYROAXIA                                                       |
| 2023年4月5日     | カードファイト!! ヴァンガード overDress & will+Dress song collection | 「Breaking the ROCK!!」                                                              | GYROAXIA                                                                                      |
| 2023年9月12日    | 劇場版アルゴナビス AXIA                                              | 「MILESTONE」 「Ragnarök GYROAXIA Ver.」                                             | GYROAXIA                                                                                      |
| 2024年4月10日    | キミが見たステージへ                                                 | 「キミが見たステージへ 」                                                            | from ARGONAVIS（七星 蓮×旭 那由多×FELIX×神ノ島風太×宇治川紫夕×二条 遥×淀川麟太郎×天王寺龍介） |
| 「ALL MY PARTS」 | GYROAXIA                                                             |                                                                                      |                                                                                               |

## タイアップ曲
| 楽曲                   | タイアップ                                                                         | 時期   |
| ---------------------- | ---------------------------------------------------------------------------------- | ------ |
| SCATTER                | テレビアニメ『アルゴナビス from BanG Dream!』オープニングテーマ                    | 2020年 |
| SCATTER                | テレビアニメ『アルゴナビス from BanG Dream!』挿入歌                                | 2020年 |
| LIAR                   | テレビアニメ『アルゴナビス from BanG Dream!』エンディングテーマ                    | 2020年 |
| REVOLUTION             | テレビアニメ『アルゴナビス from BanG Dream!』挿入歌                                | 2020年 |
| MANIFESTO              | テレビアニメ『アルゴナビス from BanG Dream!』挿入歌                                | 2020年 |
| BREAK IT DOWN          | テレビアニメ『カードファイト!! ヴァンガード overDress』第6話エンディングテーマ     | 2021年 |
| 火花散ル               | 映画アニメ『劇場版アルゴナビス 流星のオブリガート』エンディングテーマ              | 2021年 |
| Breaking the ROCK!!    | テレビアニメ『カードファイト!! ヴァンガード will+Dress』挿入歌                     | 2022年 |
| Breaking the ROCK!!    | テレビアニメ『カードファイト!! ヴァンガード will+Dress』挿入歌                     | 2023年 |
| DANCING PARANOIA       | 映画アニメ『劇場版アルゴナビス AXIA』オープニングテーマ                            |        |
| Ragnarök GYROAXIA Ver. | 映画アニメ『劇場版アルゴナビス AXIA』挿入歌                                        |        |
| MILESTONE              | 映画アニメ『劇場版アルゴナビス AXIA』エンディングテーマ                            |        |
| The last resort        | テレビアニメ『カードファイト!! ヴァンガード will+Dress』Season3 オープニングテーマ |        |
| Fighting Spirit        | テレビ朝日系『ワールドプロレスリング』12月・24年1月ファイティングミュージック      | 2024年 |
| Fighting Spirit        | 新日本プロレス『ベルク Presents WRESTLE KINGDOM 18 in 東京ドーム』大会テーマソング | 2024年 |

## ライブ・コンサート

### 合同ライブ
|                            | 開催年                     | タイトル | 出演者                     | 共演                                         | 公演日・会場                                          |
| ARGONAVIS from BanG Dream! | ARGONAVIS from BanG Dream! | ARGONAVIS from BanG Dream!                                                                                    | ARGONAVIS from BanG Dream! | ARGONAVIS from BanG Dream!                   | ARGONAVIS from BanG Dream!                            |
| -------------------------- | -------------------------- | --- | -------------------------- | -------------------------------------------- | ----------------------------------------------------- |
| 1                          | 2020年                     | ARGONAVIS AAside ライブ・ロワイヤル・フェス2020                                                               | 全員                       | Argonavis Fantôme Iris 風神RIZING! εpsilonΦ  | 全1公演：10月10日 東京ガーデンシアター                |
| 2                          | 2021年                     | ARGONAVIS 3rd LIVE「CROSSING」                                                                                | 全員                       | Argonavis                                    | 全2公演：3月12日・13日 パシフィコ横浜国立大ホール     |
| 3                          | 2021年                     | ARGONAVIS LIVE 2021 JUNCTION A-G                                                                              | 全員                       | Argonavis                                    | 全1公演：5月30日 富士急ハイランドコニファーフォレスト |
| 4                          | 2021年                     | ARGONAVIS LIVE 2021 COVER FESTIVAL                                                                            | 全員                       | Argonavis Fantôme Iris 風神RIZING！          | 全1公演：10月5日 KT Zepp Yokohama                     |
| from ARGONAVIS             |                            | |                            |                                              |                                                       |
| 5                          | 2022年                     | ARGONAVIS LIVE 2022: 1st SHOW ARGONAVIS LIVE 2022 COVER FESTIVAL mini 2nd SHOW from ARGONAVIS 1st LIVE -始動- | 全員                       | Argonavis Fantôme Iris 風神RIZING！ εpsilonΦ | 全2公演：1月2日 パシフィコ横浜国立大ホール            |
| 6                          | 2023年                     | from ARGONAVIS 2nd LIVE -Rezonance- DAY1                                                                      | 全員                       | 風神RIZING！                                 | 全1公演：1月7日 TOKYO DOME CITY HALL                  |
| 7                          | 2023年                     | Argonavis × GYROAXIA LIVE 2023 スタートライン × KICK-START                                                    | 全員                       | Argonavis                                    | 全1公演：9月8日 LINE CUBE SHIBUYA                     |
| 8                          | 2025年                     | from ARGONAVIS LIVE 2025 カオティックステージ                                                                 | 全員                       | Fantôme Iris εpsilonΦ                        | 全1公演：2月2日 日比谷公園大音楽堂                    |

## 参加イベント

### プロジェクト主催のイベント
| 年     | 出演日   | タイトル                                                                | 出演者                          | 会場                              | 備考                                                  |
| ------ | -------- | ----------------------------------------------------------------------- | ------------------------------- | --------------------------------- | ----------------------------------------------------- |
| 2019年 | 12月5日  | BanG Dream! Argonavis 2nd LIVE「VOICE -星空の下の約束-」                | 全員                            | TOKYO DOME CITY HALL              | サプライズ出演                                        |
| 2020年 | 1月18日  | Argonavis×GYROAXIA「VOICE/MANIFESTO」リリースイベント                   | 全員                            | 科学技術館1階 展示･イベントホール | ランダム握手会                                        |
| 2020年 | 7月25日  | MixChannel Presents ARGONAVIS Special Live -Starry Line-                | 小笠原仁                        | オンラインライブ                  | ゲスト出演                                            |
| 2021年 | 1月9日   | ARGONAVIS AAside New Year 生放送“ナビ初め”ONLINE                        | 全員                            | 有料配信                          | バラエティ・ミニライブ（合同イベント） 前半は無料配信 |
| 2021年 | 2月7日   | GYROAXIA ずっと練習中                                                   | 全員                            | 有料配信                          | スタジオライブ                                        |
| 2021年 | 10月15日 | ナビハロ！ -GYROAXIA Halloween Party-                                   | 全員                            | 科学技術館サイエンスホール        | 朗読・バラエティ                                      |
| 2022年 | 5月14日  | ARGONAVIS 4th NAVIVERSARY EVENT -CHEMISTRY-                             | 全員 （橋本真一は映像出演のみ） | TOKYO DOME CITY HALL              | バラエティ・ミニライブ（合同イベント）                |
| 2022年 | 6月26日  | GYROAXIAシークレットミニライブ                                          | 小笠原仁を除く4人               | 渋谷ストリームホール              | 抽選で150名を招待                                     |
| 2022年 | 8月1日   | from ARGONAVIS プロジェクト発表会                                       | 小笠原仁                        | 飛行船シアター                    |                                                       |
| 2022年 | 10月23日 | ARGONAVIS Concept LIVE TOUR 神ノ島風太 Presents お祭りフェスティバル!!! | 真野拓実 秋谷啓斗 宮内告典      | Zepp Divercity                    |                                                       |
| 2022年 | 10月29日 | ARGONAVIS Concept LIVE TOUR 宇治川紫夕 Presents TOY’S                   | 秋谷啓斗 宮内告典               | Zepp Nagoya                       |                                                       |
| 2022年 | 11月3日  | ARGONAVIS Concept LIVE TOUR FELIX Presents Spooky Halloween Night       | 小笠原仁 宮内告典               | Zepp Sapporo                      |                                                       |
| 2023年 | 3月28日  | ARGONAVIS LIVE EXHIBITION 22-23                                         | 小笠原仁                        | 六本木BIGHOUSE                    | トークイベント                                        |
| 2023年 | 3月29日  | ARGONAVIS LIVE EXHIBITION 22-23                                         | 宮内告典                        | 六本木BIGHOUSE                    | トークイベント                                        |
| 2023年 | 3月31日  | ARGONAVIS LIVE EXHIBITION 22-23                                         | 秋谷啓斗                        | 六本木BIGHOUSE                    | トークイベント                                        |
| 2023年 | 4月1日   | ARGONAVIS LIVE EXHIBITION 22-23                                         | 真野拓実                        | 六本木BIGHOUSE                    | トークイベント                                        |
| 2023年 | 5月10日  | from ARGONAVIS プロジェクト発表会 ～THANKS 5th NAVIVERSARY～            | 小笠原仁 秋谷啓斗 宮内告典      | Zepp Haneda                       |                                                       |
| 2024年 | 3月31日  | ナビくる 公開収録スペシャル                                             | 小笠原仁 真野拓実 宮内告典      | 科学技術館サイエンスホール        | 全2公演                                               |
| 2024年 | 7月13日  | ARGONAVIS REVIVAL LIVE - Starry Line -                                  | 小笠原仁                        | 河口湖ステラシアター              | ゲスト出演                                            |

### ゲスト出演イベント
| 年     | 出演日   | タイトル                                                                                | 出演者                     | 会場                                   | 備考                             |
| ------ | -------- | --------------------------------------------------------------------------------------- | -------------------------- | -------------------------------------- | -------------------------------- |
| 2020年 | 2月9日   | RAISE A SUILEN 「Craziness」                                                            | 小笠原仁                   | 静岡エコパアリーナ                     | オープニングアクト               |
| 2021年 | 8月4日   | 〈2021プロ野球エキシビションマッチ〉コラボ企画 北海道日本ハムファイターズ               | 小笠原仁                   | 千代台公園野球場                       | ファーストピッチ                 |
| 2021年 | 8月14日  | テレビ朝日 夏のデジタルチャレンジ 六本木えんにち〜夏夜語り〜                            | 全員                       | 有料配信                               | スタジオ配信ライブ・フリートーク |
| 2021年 | 8月28日  | Animelo Summer Live 2021 -COLORS-                                                       | 全員                       | さいたまスーパーアリーナ               |                                  |
| 2022年 | 8月28日  | Animelo Summer Live 2022 -Sparkle-                                                      | 全員                       | さいたまスーパーアリーナ               |                                  |
| 2022年 | 11月13日 | ブシロード15周年記念ライブ in ベルーナドーム                                            | 小笠原仁 真野拓実 宮内告典 | ベルーナドーム                         |                                  |
| 2023年 | 3月21日  | ヴァイスシュヴァルツ15周年記念発表会／ブシロードTCG戦略発表会2023 永遠のマイターン DAY1 | 小笠原仁                   | 飛行船シアター                         | アコースティックミニライブ       |
| 2023年 | 5月27日  | BUSHIROAD ROCK FESTIVAL 2023                                                            | 全員                       | 富士急ハイランド・コニファーフォレスト |                                  |
| 2024年 | 1月5日   | from ARGONAVIS × バンドやろうぜ! SPECIAL LIVE - CROSSOVER -                             | 全員                       | TOKYO DOME CITY HALL                   | 対バン：Fantôme Iris、OSIRIS     |
| 2024年 | 6月29日  | FLOW THE FESTIVAL 2024                                                                  | 小笠原仁 秋谷啓斗 宮内告典 | ぴあアリーナMM                         | ウェルカムアクト                 |

## ミュージックビデオ
| 公開日 | 公開日 | 曲名      | ディレクター |
| ------ | ------ | --------- | ------------ |
| 2022年 | 2月9日 | Freestyle | Riki Yasuno  |

## 出演

### ラジオ
- Argonavis ラジオライン（2019年6月11日 - 2020年8月25日、HiBiKi Radio Station） - メンバーが個々にゲスト出演
- GYROAXIA ラジオライン（2020年6月9日、HiBiKi Radio Station） - 小笠原仁、真野拓実

一度限りの特別番組として、『Argonavis ラジオライン』をジャックした。
- ARGONAVIS from BanG Dream! AAside ラジオ・ロワイヤル・フェス（2020年3月13日 - 2021年8月20日、HiBiKi Radio Station） - 月替りのパーソナリティとして不定期出演
- ARGONAVIS ナビゲーターラジオ（2020年10月12日 - 2022年3月28日、ニッポン放送） - 小笠原仁[74]

ゲストとして橋本真一、秋谷啓斗、宮内告典も出演。
- from ARGONAVIS アルゴナビスラジオクルーズ supported by ヴァイスシュヴァルツブラウ（2022年10月6日 - 、K-mix 静岡FM） - 真野拓実

ゲストとして小笠原仁、宮内告典も出演。

### テレビ番組
- アニソン！プレミアム！（NHK BSプレミアム、2020年7月26日）
- PLAYLIST（TBS、2022年2月22日）[75]
- 本家が聴かせてもらいます（テレビ東京、2022年2月23日）- 真野 、宮内
- 濃厚アニソン カウントダウン（ミュージック・ジャパンTV、2022年3月6日）
- ＜GYROAXIA TOUR 2022 -Freestyle-＞直前Documentary （スペースシャワーTVプラス、2022年7月30日、8月9日）[37]

### 舞台
- ARGONAVIS the Live Stage（2021年6月24日 - 27日、シアター1010）
- ARGONAVIS the Live Stage2 〜目醒めの王者と恒星のプログレス〜（2023年2月18日 - 20日、東京建物 Brillia HALL / 2月24日 - 26日、AiiA 2.5 Theater Kobe）